# 普萊斯基夫齊
49°42′1″N 25°26′11″E / 49.70028°N 25.43639°E
普萊斯基夫齊（羅馬化：Pleskivtsi）是位於烏克蘭西部特諾皮爾州裏特諾皮爾區的村莊，始建於2006年，海拔高度340米，2001年該村落人口185。